# Tahmina Kohistani
Tahmina Kohistani (Kapisa, 10 giugno 1990) è una velocista afghana.
Ha partecipato alla gara dei 100 metri piani dei Giochi olimpici di Londra 2012, non andando oltre il turno preliminare.

## Progressione

### 60 metri piani indoor
| Stagione | Risultato | Luogo    | Data      | Rank. Mond. |
| -------- | --------- | -------- | --------- | ----------- |
| 2012     | 9"32      | Istanbul | 10-3-2012 |             |

### 100 metri piani
| Stagione | Risultato | Luogo     | Data     | Rank. Mond. |
| -------- | --------- | --------- | -------- | ----------- |
| 2012     | 14"42     | Londra    | 3-8-2012 |             |
| 2008     | 15"00     | Bydgoszcz | 8-7-2008 |             |

## Palmarès
| Anno | Manifestazione    | Sede      | Evento      | Risultato   | Prestazione | Note                          |
| ---- | ----------------- | --------- | ----------- | ----------- | ----------- | ----------------------------- |
| 2008 | Mondiali juniores | Bydgoszcz | 100 m piani | Batteria    | 15"00       | Miglior prestazione personale |
| 2012 | Mondiali indoor   | Istanbul  | 60 m piani  | Batteria    | 9"32        | Record nazionale              |
| 2012 | Giochi olimpici   | Londra    | 100 m piani | Preliminare | 14"42       | Miglior prestazione personale |
| 2014 | Giochi asiatici   | Incheon   | 200 m piani | Batteria    | 31"08       |                               |